# Vị Thanh
Vị Thanh là một phường thuộc thành phố Cần Thơ, Việt Nam.

## Địa lý
Phường Vị Thanh có vị trí địa lý:
- Phía đông giáp xã Vĩnh Thuận Đông
- Phía tây và phía bắc giáp phường Vị Tân
- Phía nam giáp xã Hỏa Lựu.

Phường Vị Thanh có diện tích 22,11 km², dân số năm 2024 là 32.766 người, mật độ dân số đạt 2.288 người/km².

## Lịch sử
Ngày 20 tháng 9 năm 1975, Bộ Chính trị ban hành Nghị quyết số 245-NQ/TW về việc hợp nhất tỉnh Cần Thơ (ngoại trừ huyện Thốt Nốt), tỉnh Sóc Trăng, tỉnh Trà Vinh, tỉnh Vĩnh Long thành một tỉnh, tên gọi tỉnh mới cùng với nơi đặt tỉnh lỵ sẽ do địa phương đề nghị lên.
Ngày 20 tháng 12 năm 1975, Bộ Chính trị ban hành Nghị quyết số 19/NQ về việc hợp nhất tỉnh Cần Thơ (bao gồm cả huyện Thốt Nốt của tỉnh Long Xuyên), tỉnh Sóc Trăng thành một tỉnh mới, tên gọi tỉnh mới cùng với nơi đặt tỉnh lỵ sẽ do địa phương đề nghị lên.
Ngày 24 tháng 2 năm 1976, Chính phủ Cách mạng lâm thời Cộng hòa miền Nam Việt Nam ban hành Nghị định số 3/NQ/1976 về việc hợp nhất tỉnh Cần Thơ, tỉnh Sóc Trăng và thành phố Cần Thơ thành một tỉnh mới, lấy tên là tỉnh Hậu Giang.
Ngày 26 tháng 10 năm 1981, Hội đồng Bộ trưởng ban hành Quyết định số 119-HĐBT về việc thành lập huyện Mỹ Thanh thuộc tỉnh Hậu Giang.
Ngày 6 tháng 4 năm 1982, Hội đồng Bộ trưởng ban hành Quyết định số 64-HĐBT về việc đổi tên huyện Mỹ Thanh thành huyện Vị Thanh thuộc tỉnh Hậu Giang.
Ngày 26 tháng 12 năm 1991, Quốc hội ban hành Nghị quyết về việc chia tỉnh Hậu Giang thành tỉnh Cần Thơ và tỉnh Sóc Trăng.
Ngày 1 tháng 7 năm 1999, Chính phủ ban hành Nghị định số 45/1999/NĐ-CP về việc:
- Thành lập thị xã Vị Thanh thuộc tỉnh Cần Thơ.
- Thành lập Phường I thuộc thị xã Vị Thanh trên cơ sở điều chỉnh 102,63 ha diện tích tự nhiên và 6.402 nhân khẩu của thị trấn Vị Thanh.
- Thành lập Phường III thuộc thị xã Vị Thanh trên cơ sở 1.270,36 ha diện tích tự nhiên và 7.109 nhân khẩu của thị trấn Vị Thanh.

Ngày 12 tháng 5 năm 2003, Chính phủ ban hành Nghị định số 48/2003/NĐ-CP về việc thành lập Phường VII thuộc thị xã Vị Thanh trên cơ sở 616 ha diện tích tự nhiên và 6.625 nhân khẩu của xã Hỏa Lựu.
Ngày 26 tháng 11 năm 2003, Quốc hội ban hành Nghị quyết số 22/2003/QH11 về việc chia tỉnh Cần Thơ thành thành phố Cần Thơ trực thuộc trung ương và tỉnh Hậu Giang.
Ngày 23 tháng 9 năm 2010, Chính phủ ban hành Nghị quyết số 34/NQ-CP về việc thành lập thành phố Vị Thanh thuộc tỉnh Hậu Giang. Phường I, Phường III, Phường VII trực thuộc thành phố Vị Thanh.
Ngày 3 tháng 7 năm 2015, HĐND tỉnh Hậu Giang ban hành Nghị quyết số 05/2015/NQ-HĐND về việc thành lập khu vực 5 thuộc Phường VII trên cơ sở điều chỉnh một phần diện tích, dân số của khu vực 1.
Năm 2023, Phường I có diện tích 0,75 km², dân số là 5.654 người và 4 khu vực: 1, 2, 3, 4. Phường III có diện tích 13,36 km², dân số là 10.662 người và 5 khu vực: 1, 2, 3, 4, 5.
Ngày 10 tháng 12 năm 2024, HĐND tỉnh Hậu Giang ban hành Nghị quyết 60/NQ-HĐND về việc:
- Đổi tên một phần khu vực 6, Phường III và khu vực 1, Phường V thành khu vực 5, Phường I.
- Đổi tên khu vực 5, Phường V thành khu vực 6, Phường I.

Sau khi điều chỉnh địa giới hành chính:
- Phường I có diện tích 2,82 km², dân số là 9.715 người và 6 khu vực: 2, 3, 4, 5, 6.
- Phường III có diện tích 12,89 km², dân số là 9.645 người và 6 khu vực.

Tính đến ngày 31/12/2024:
- Phường I có 6 khu vực: 1, 2, 3, 4, 5, 6.
- Phường III có 6 khu vực: 1, 2, 3, 4, 5, 6.
- Phường VII có 5 khu vực: 1, 2, 3, 4, 5.

Ngày 12 tháng 6 năm 2025, Quốc hội ban hành Nghị quyết số 202/2025/QH15 về việc sắp xếp đơn vị hành chính cấp tỉnh (nghị quyết có hiệu lực từ ngày 12 tháng 6 năm 2025). Theo đó, sáp nhập tỉnh Hậu Giang và tỉnh Sóc Trăng vào thành phố Cần Thơ.
Ngày 16 tháng 6 năm 2025:
- Quốc hội ban hành Nghị quyết số 203/2025/QH15[18] về việc Sửa đổi, bổ sung một số điều của Hiến pháp nước Cộng hòa xã hội chủ nghĩa Việt Nam. Theo đó, kết thúc hoạt động của đơn vị hành chính cấp huyện trong cả nước từ ngày 1 tháng 7 năm 2025.
- Ủy ban Thường vụ Quốc hội ban hành Nghị quyết số 1668/NQ-UBTVQH15[1] về việc sắp xếp các đơn vị hành chính cấp xã của thành phố Cần Thơ năm 2025 (nghị quyết có hiệu lực từ ngày 16 tháng 6 năm 2025). Theo đó, thành lập phường Vị Thanh thuộc thành phố Cần Thơ trên cơ sở toàn bộ 2,82 km² diện tích tự nhiên, quy mô dân số là 11.303 người của Phường I; toàn bộ 13,09 km² diện tích tự nhiên, quy mô dân số là 12.408 người của Phường III và toàn bộ 6,20 km² diện tích tự nhiên, quy mô dân số là 9.055 người của Phường VII thuộc thành phố Vị Thanh, tỉnh Hậu Giang.

Phường Vị Thanh có 22,11 km² diện tích tự nhiên và quy mô dân số là 32.766 người.